# Lago di Cornino
Il lago di Cornino è un piccolo lago alpino, sito nel territorio del comune di Forgaria nel Friuli (in provincia di Udine), all'interno della riserva naturale del Lago di Cornino.

## Descrizione
Il Lago di Cornino è un piccolo lago situato nella zona collinare di Forgaria, nel Friuli-Venezia Giulia. Con una superficie di circa 140 metri di lunghezza e 8 metri di profondità, è un bacino d’acqua isolato che non riceve né immissari né emissari,  ma riceve un continuo ricambio idrico dalle falde sotterranee, che gli permettono di mantenere per tutto il corso dell'anno una temperatura costante fra gli 8 e i 11 °C, oltre a una caratteristica limpidezza delle acque .
Caratteristiche uniche
Il Lago di Cornino è noto per la sua trasparenza eccezionale e per le scarsissime variazioni di temperatura nel corso dell’anno, con oscillazioni tra i 9-11 °C. Ciò è dovuto alla sua posizione isolata e alla sua origine glaciale, risalente a circa 10.000 anni fa.
Ambiente naturale
Il lago è circondato da un ambiente naturale ancora ben conservato, con sorgenti perenni che alimentano un corso d’acqua che lambisce l’abitato di Somp Cornino. Le acque del lago sono facilmente distinguibili da quelle provenienti dalle Prealpi per la loro “traccia” chimica, ricavata dalla dissoluzione dei gessi che abbondano nel bacino del Tagliamento.
Conservazione e accessibilità
Il Lago di Cornino è protetto come Riserva Naturale Regionale, con percorsi guidati proposti per famiglie e gruppi. È possibile raggiungere il lago seguendo le indicazioni stradali, con partenze da Trieste/Gorizia/Udine/Venezia e da altre città del Friuli-Venezia Giulia.
Visite e attività
Il Centro Visite dell’Explorer FVG offre informazioni sulla riserva naturale e sul lago, mentre il sito offre spunti per escursioni e attività outdoor. Il lago è un luogo ideale per osservare la natura e la biodiversità, con la possibilità di avvistare specie animali e vegetali rare e protette.
.